# Hubert Nietsch
Hubert Nietsch (* 12. August 1893 in Flensburg; † 19. September 1965 in Gelsenkirchen) war ein deutscher Bildhauer und Mitglied der Künstlersiedlung Halfmannshof in Gelsenkirchen.

## Leben

### Ausbildung
Hubert Nietsch besuchte die Kunstgewerbeschule in Flensburg. 1912 legte er seine Gesellenprüfung als Holzbildhauer ab. Seine Gesellenjahre verbrachte er in Schweden, unterbrochen vom Ersten Weltkrieg. Zwischen 1919 und 1921 lebte Nietsch in Dänemark, Kiel und Hamburg. Ab 1921 war er in der Werkstatt des Architekten Prof. Metzendorf in Essen tätig. 1925 legte er in Flensburg die Meisterprüfung als Holzbildhauer ab und begann ein Studium der Baukeramik an der Kunstakademie Berlin. 1926 wurde er Meisterschüler an der Düsseldorfer Kunstakademie (Prof. Langer). Ab 1928 übte er in Essen eine selbstständige Tätigkeit aus.

### 1930er Jahre und Drittes Reich
Im Jahre 1931 gehörte Nietsch zu den Gründern der Künstlersiedlung Halfmannshof in Ückendorf, wo er bis zu seinem Tod lebte und arbeitete.
Während des Dritten Reiches nahm Nietsch, wie auch andere Künstler des Halfmannshofes, Aufträge der NS-Propaganda an. Er schuf dem Zeitgeschmack entsprechende überdimensionierte Figuren mit pathetischer Geste, die teilweise in Gelsenkirchen ausgestellt wurden. Ab 1935 war Nietsch Kulturbeirat der Stadt und so direkt an der Umsetzung der NS-Kulturpolitik in Gelsenkirchen beteiligt.

### Nachkriegszeit
In den 1950er Jahren etablierte Nietsch sich als Schöpfer von freundlichen, gefälligen Figuren und Objekten. Seine Arbeiten waren bei der Stadt Gelsenkirchen als Ehrengaben zu verschiedenen Anlässen beliebt, ebenso wie seine Figuren bei Kindern, z. B. das Eselchen im Gelsenkirchener Stadtgarten sowie „Der Lachende“ am Landschulheim Lieberhausen.
Am 19. September 1965 starb Hubert Nietsch in Gelsenkirchen.

## Werk
Hubert Nietsch arbeitete in seiner künstlerischen Tätigkeit als Bildhauer in Stein und Bronze, als Elfenbein- und Holzschnitzer, als Keramiker und Maler. Ein Künstler der Avantgarde war er nie, sondern immer um traditionelles Handwerk und eine solide gestalterische Basis bemüht, was ihm, wie auch den anderen Halfmannshofkünstlern, während des Dritten Reiches zum Vorteil wurde.

### Werke aus der Zeit des Nationalsozialismus
Während des Dritten Reichs entwarf Nietsch Figuren, die dem heroischen Pathos der Nationalsozialisten entsprachen. 1937 schuf er einen zwei Meter großen knienden Bogenschützen im Anschlag darstellt, der für die Jägerkaserne in Arnsberg bestimmt war.
Für die Kaserne in Bielefeld schuf er drei große Keramik-Büsten von jeweils etwa zwei Zentner Gewicht, die einen Arbeiter mit einem Hammer, einen Bauern mit einer Ähre und einen Soldaten mit Helm und Uniform darstellten.

### Werke der Nachkriegszeit

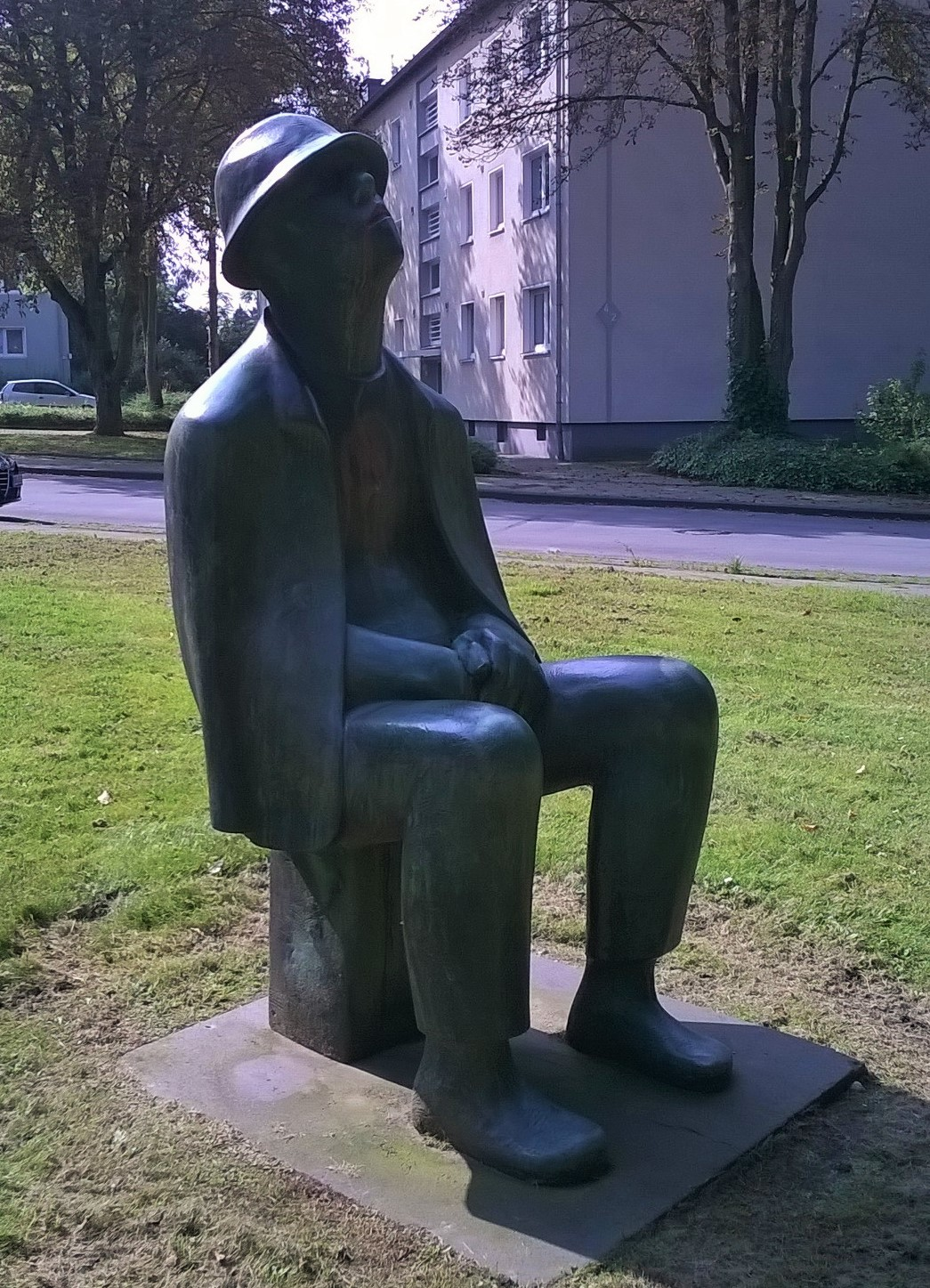
Skulptur „Taubenvater, der auf seine Tauben wartet“ (1950) in Gelsenkirchen

Stilistisch noch in gewisser Nähe zu den arischen Büsten entstanden 1952 zwei Wand-Reliefs für das Gebäude der IG-Metall in der Augustastraße in Gelsenkirchen. Die linke Tafel zeigt wiederum den Arbeiter-Typus mit großem Hammer und diesmal noch einem Eichenblatt in der Hand. Die rechte Tafel bildet das freizeitliche Pendant dazu. Die Arbeiter heben den Becher und zwischen ihren Beinen schaut eine Katze hervor. Diese Katze verweist in ihrer freundlichen, naiven Darstellung bereits auf weitere Tierdarstellungen, die in den nächsten 10 Jahren folgen sollten.
1954 erhielt Nietsch von der Stadt Gelsenkirchen den Auftrag zur Gestaltung eines Relief-Frieses für das Rathaus in Gelsenkirchen-Buer, das 1958 fertiggestellt wurde. Dieser Fries besteht aus drei Bronze-Tafeln mit den Titeln „Buch, Theater und Musik“, „Familie“ und „Landwirtschaft und Bergbau“.
1957 wurde die wohl bekannteste Nietsch-Figur in Gelsenkirchen aufgestellt: Das gusseiserne Stadtgarten-Eselchen. Inspiriert möglicherweise von der Figur des „Eselchen Grisella“ des Halfmannshöfer Puppenspielers Heinrich Maria Denneborg wurde diese Figur fortan zu einem festen Bestandteil Gelsenkirchener Kindheiten und zu einem beliebten Fotomotiv. In den 1990er Jahren wurde das Eselchen gestohlen.

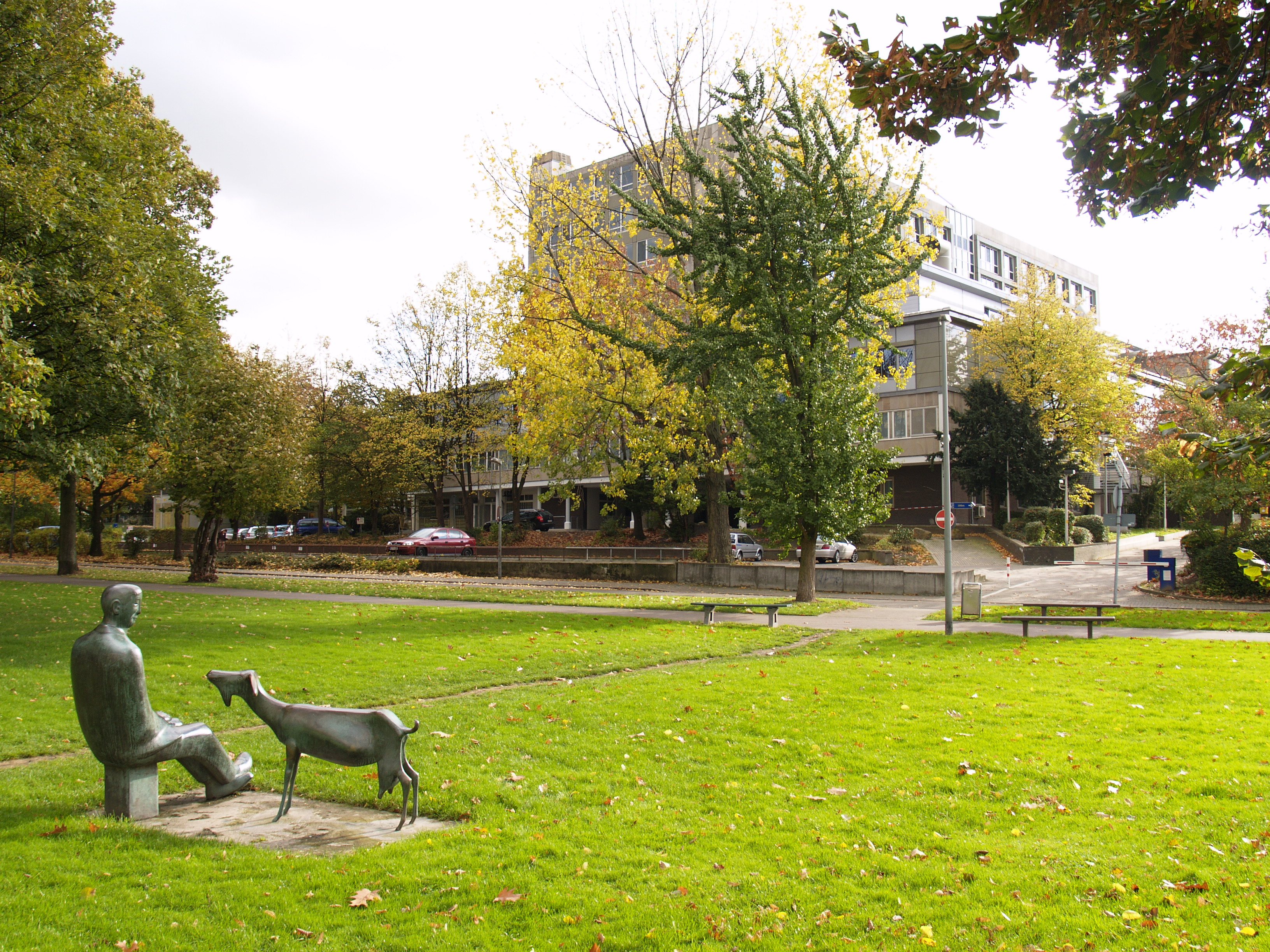
Skulptur „Bergmann und Ziege“ (1960) in Herne

1960 schuf er für einen neuen Grüngürtel der Stadt Herne, dem Hölkeskampring, eine lebensgroße zweiteilige Figurengruppe Bergmann und Ziege und 1963 zum 10. Jahrestag an den 17. Juni 1953 ein Relief Unteilbar trotz Mauer an der Herner Rathaus-Pforte. Diese Arbeiten sind an ihren Standorten erhalten.
Eine weitere bekannte Figur Nietschs ist „Der Lachende“, ein kugeliger Stein-Kopf mit sanft gerundeten Gesichtszügen und einem breiten, lachenden Mund. Nietsch entwickelte diese Form aus einem „Stein-Kugel-Spiel“ und erregte mit der im Vergleich zu seinen anderen Arbeiten relativ modernen Form Aufsehen. Der Lachende fand seinen Platz auf dem Gelände des Landschulheims Lieberhausen, wo er sich noch heute befindet.
Nietschs letzte wichtige Arbeit ist der „Mann im Sturm“, der im Gegensatz zu den meisten anderen Arbeiten der Nachkriegszeit von eher gebrochener Stimmung ist. Die Figur aus dem Jahre 1962, die heute vor dem Rathaus in Gelsenkirchen-Buer steht, zeigt die düstere Gestalt eines Mannes, der sich gegen einen starken Wind zu stemmen scheint.